# Lasioglossum subterminale
Lasioglossum subterminale är en biart som först beskrevs av Cockerell 1941.  Lasioglossum subterminale ingår i släktet smalbin, och familjen vägbin. Inga underarter finns listade i Catalogue of Life.